# After (série de films)
Pour les articles homonymes, voir After.
 (avril 2023).
 (avril 2023).
Si vous disposez d'ouvrages ou d'articles de référence ou si vous connaissez des sites web de qualité traitant du thème abordé ici, merci de compléter l'article en donnant les références utiles à sa vérifiabilité et en les liant à la section « Notes et références ».
 (avril 2023).
 Pour plus de détails, voir Fiche technique et Distribution
After est une série américaine romantique basée sur les romans éponymes de la romancière Anna Todd, dont l'adaptation en vidéos en 5 chapitres, sortis entre 2019 et 2023, au rythme de 1 chapitre par an.  
L'intrigue est centrée sur les expériences positives et négatives d'une relation amoureuse entre un jeune couple. Au fil des événements autour de leur batifolage, les deux personnages surmontent leurs différences tout en renforçant le projet de construire un avenir ensemble.  
Les rôles principaux, Theresa Young « Tessa » et Hardin Scott, sont respectivement joués du début à la fin de la production par les acteurs Josephine Langford et Hero Fiennes-Tiffin.

## Distribution
| Personnages             | After : Chapitre 1   | After : Chapitre 2   | After : Chapitre 3  | After : Chapitre 4  | After : Chapitre 5  |
| ----------------------- | -------------------- | -------------------- | ------------------- | ------------------- | ------------------- |
| Theresa « Tessa » Young | Josephine Langford   | Josephine Langford   | Josephine Langford  | Josephine Langford  | Josephine Langford  |
| Hardin Scott            | Hero Fiennes-Tiffin  | Hero Fiennes-Tiffin  | Hero Fiennes-Tiffin | Hero Fiennes-Tiffin | Hero Fiennes-Tiffin |
| Carol Young             | Selma Blair          | Selma Blair          | Mira Sorvino        | Mira Sorvino        | Mira Sorvino        |
| Trevor Matthews         |                      | Dylan Sprouse        |                     |                     |                     |
| Kimberley « Kim » Vance |                      | Candice King         | Arielle Kebbel      | Arielle Kebbel      | Arielle Kebbel      |
| Christian Vance         |                      | Charlie Weber        | Stephen Moyer       | Stephen Moyer       | Stephen Moyer       |
| Trish Daniels           |                      | Louise Lombard       | Louise Lombard      | Louise Lombard      | Louise Lombard      |
| Robert                  |                      |                      | Carter Jenkins      | Carter Jenkins      | Carter Jenkins      |
| Steph Jones             | Khadijha Red Thunder | Khadijha Red Thunder |                     |                     |                     |
| Noah Porter             | Dylan Arnold         | Dylan Arnold         |                     |                     |                     |
| Landon Gibson           | Shane Paul McGhie    | Shane Paul McGhie    | Chance Perdomo      | Chance Perdomo      | Chance Perdomo      |
| Molly Samuels           | Inanna Sarkis        | Inanna Sarkis        |                     |                     |                     |
| Zed Evans               | Samuel Larsen        | Samuel Larsen        |                     |                     |                     |
| Tristan                 | Pia Mia              | Pia Mia              |                     |                     |                     |
| Ken Scott               | Peter Gallagher      | Rob Estes            | Rob Estes           | Rob Estes           | Rob Estes           |
| Karen Gibson-Scott      | Jennifer Beals       | Karimah Westbrook    | Frances Turner      | Frances Turner      | Frances Turner      |
| Richard Young           |                      | Stefan Rollins       |                     |                     | Atanas Sebrev       |
| Nathalie                |                      |                      |                     |                     | Mimi Keene          |

## Fiche technique
|                              | Film 1 | Film 2                                                                             | Film 3 | Film 4                                                                                       | Film 5                                                                               |
| Titres                       | Titres | Titres                                                                             | Titres | Titres                                                                                       | Titres                                                                               |
| ---------------------------- | --- | ---------------------------------------------------------------------------------- | --- | -------------------------------------------------------------------------------------------- | ------------------------------------------------------------------------------------ |
| France                       | After : Chapitre 1                                                                                            | After : Chapitre 2                                                                 | After : Chapitre 3                                                                                            | After : Chapitre 4                                                                           | After : Chapitre 5                                                                   |
| Québec                       | After : La Rencontre                                                                                          | After : La Collision                                                               | After : La Chute                                                                                              | After : L'Éternité                                                                           | After : La Destinée                                                                  |
| États-Unis                   | After | After We Collided                                                                  | After We Fell                                                                                                 | After Ever Happy                                                                             | After Everything                                                                     |
| Équipes                      | |                                                                                    | |                                                                                              |                                                                                      |
| Réalisation                  | Jenny Gage | Roger Kumble                                                                       | Castille Landon                                                                                               | Castille Landon                                                                              | Castille Landon                                                                      |
| Scénario                     | Susan McMartin Tamara Chestna Jenny Gage Tom Betterton                                                        | Anna Todd Mario Celaya                                                             | Sharon Soboil                                                                                                 | Sharon Soboil                                                                                | Castille Landon                                                                      |
| Musique                      | Justin Caine Burnett                                                                                          | Justin Caine Burnett                                                               | | George Kallis                                                                                | George Kallis                                                                        |
| Production                   | Mark Canton Meadow Williams Jennifer Gibgot Aron Levitz Dennis L. Pelino Courtney Solomon Anna Todd           | Mark Canton Nicolas Chartier Jennifer Gibgot Brian Pitt Courtney Solomon Anna Todd | Mark Canton Nicolas Chartier Jonathan Deckter Jennifer Gibgot Brian Pitt Hero Fiennes Tiffin Courtney Solomon | Jennifer Gibgot Brian Pitt Aron Levitz Nicolas Chartier Jonathan Deckter Hero Fiennes Tiffin | Brian Pitt Aron Levitz Nicolas Chartier Mark Canton Courtney Solomon Jennifer Gibgot |
| Décors                       | Lynne Mitchell Rusty Smith                                                                                    | Lynne Mitchell                                                                     | Orlin Grozdanov                                                                                               | Iñigo Navarro                                                                                |                                                                                      |
| Directeur de la photographie | Tom Betterton                                                                                                 | Larry Reibman                                                                      | Rob Givens Joshua Reis                                                                                        | Joshua Reis                                                                                  | Joshua Reis                                                                          |
| Costumes                     | Alana Morshead                                                                                                | Meagan McLaughlin                                                                  | Anna Bingemann                                                                                                | Anna Bingemann                                                                               |                                                                                      |
| Montage                      | Michelle Harrison                                                                                             | Anita Brandt-Burgoyne                                                              | Morgan Halsey                                                                                                 |                                                                                              |                                                                                      |
| Casting                      | Marisol Roncali Mary Vernieu                                                                                  | Marisol Roncali Chelsea Ellis Bloch                                                | Nicola Chisholm Preslava Hristova Casting Director (Bulgaria) Mariana Stansheva                               |                                                                                              |                                                                                      |
| Société de production        | CalMaple Wattpad Diamond Film Productions Voltage Pictures Frayed Pages Entertainment Offspring Entertainment | CalMaple Frayed Pages Entertainment                                                | Wattpad Voltage Pictures CalMaple                                                                             | Wattpad Voltage Pictures                                                                     | Amazon MGM Studios                                                                   |
| Société de distribution      | Aviron Pictures (États-Unis) SND (France)                                                                     | Open Road Films (États-Unis)                                                       | Amazon Prime Video Max                                                                                        | Voltage Pictures                                                                             | Amazon Prime Video                                                                   |
| Dates de sortie              | |                                                                                    | |                                                                                              |                                                                                      |
| France                       | 17 avril 2019                                                                                                 | 22 décembre 2020                                                                   | 22 octobre 2021                                                                                               | 23 septembre 2022                                                                            | 13 septembre 2023                                                                    |
| Canada                       | 12 avril 2019                                                                                                 | 11 septembre 2020                                                                  | 10 septembre 2021                                                                                             | 2022                                                                                         | septembre 2023                                                                       |
| États-Unis                   | 12 avril 2019                                                                                                 | 23 octobre 2020                                                                    | 30 septembre 2021                                                                                             | 7 septembre 2022                                                                             | 2023                                                                                 |
| Royaume-Uni                  | 12 juillet 2019                                                                                               | 4 septembre 2020                                                                   | 22 octobre 2021                                                                                               | 2022                                                                                         | 2023                                                                                 |
| Informations complémentaires | |                                                                                    | |                                                                                              |                                                                                      |
| Genres                       | drame, romance                                                                                                | drame, romance                                                                     | drame, romance                                                                                                | drame, romance                                                                               | drame, romance                                                                       |
| Durée                        | 1 h 45 | 1 h 47                                                                             | 1 h 39 | 1 h 35                                                                                       | 1h33                                                                                 |
| Budget                       | $14 million                                                                                                   | $14 million+                                                                       | |                                                                                              |                                                                                      |
| Pays d'origine               | États-Unis | États-Unis                                                                         | États-Unis | États-Unis                                                                                   | États-Unis                                                                           |
| Classification France        | 12+ | 16+                                                                                | 16+ |                                                                                              |                                                                                      |
| Classification États-Unis    | PG-13 | R                                                                                  | R |                                                                                              |                                                                                      |

## Box-office
| Titre              | Réalisateur     | Année  | Budget         | Recettes au box-office | Recettes au box-office   | Recettes au box-office |
| Titre              | Réalisateur     | Année  | Budget         | France                 | États-Unis Canada        | Mondial                |
| ------------------ | --------------- | ------ | -------------- | ---------------------- | ------------------------ | ---------------------- |
| After : Chapitre 1 | Jenny Gage      | 2019   | 14 000 000 $   | 1 228 756 €            | 12 138 565 $             | 69 746 452 $           |
| After : Chapitre 2 | Roger Kumble    | 2020   | 14 000 000 $ + | -                      | 2 386 483 $ (États-Unis) | 47 990 414 $           |
| After : Chapitre 3 | Castille Landon | 2021   |                | -                      | 2 170 750 $ (États-Unis) | 19 512 726 $           |
| After : Chapitre 4 | Castille Landon | 2022   |                | -                      | 989 088 $ (États-Unis)   | 12 463 628 $           |
| After : Chapitre 5 | Castille Landon | 2023   |                |                        |                          | 8 376 562 $            |
| Totaux             | Totaux          | Totaux |                |                        |                          | 140 000 000 $ +        |